# Акиф Речани
Акиф Кроси, известен по името на родното си село като Речани (на албански: Aqif Krosi, Reçani; на македонска литературна норма: Аќиф Речани), е албански революционер, командир на отряд на Бали Комбътар в Западна Македония.

## Биографија
Роден е в 1904 година в гостиварското село Речане, по което носи и прякора си. През Втората световна война се присъединява към Бали Комбътар и оглавява негова военна част. На 3 септември 1944 година частта на Речани напада и изгаря село Маврово.
След Маврово на 18 срещу 19 септември 1944 година Речани разбива част на Трети титовски партизански отряд и опожарява село Беличица като избива 17 от жителите му.
В Речане е издигнат негов паметник.